# 自诱导物
自诱导物（英文：Autoinducer）是响应细胞群密度变化而产生的信号分子。随着群体感应细菌细胞的密度增加，自诱导物的浓度也增加。细菌对信号分子的检测起到刺激作用，一旦达到最小阈值，就会导致基因表达改变。群体感应是一种允许革兰氏阴性菌和革兰氏阳性菌相互感知并调节多种生理活动的现象。这些生理活动包括共生、毒力、移动性、抗生素生产和生物薄膜形成。根据物种的不同，自诱导物有多种不同的形式，但在许多情况下它们的作用是相似的。自诱导物允许细菌在物种内部和不同物种之间进行交流。这种交流会改变基因表达，并允许细菌对环境产生协调反应，其方式与高等生物的行为和信号传导相当。毫无疑问，有人认为群体感应可能是一个重要的进化里程碑，最终产生了多细胞生命形式。

## 发现
“自诱导”一词最早是在1970年提出的，当时观察到具有生物发光的海洋细菌，费氏弧菌仅在培养物达到阈值种群密度时才会产生发光酶（荧光素酶）。在低细胞浓度下，费氏弧菌不表达荧光素酶基因。然而，一旦培养物达到指数生长期，萤光素酶基因就会迅速被激活。这种现象被称为“自诱导”，因为它涉及在生长培养基中积累并诱导发光系统成分合成的分子（自诱导物）。随后的研究表明，费氏弧菌使用的实际自诱导物是一种酰化高丝氨酸内酯（AHL）信号分子。

## 机制
在最简化的群体感应系统中，细菌只需要两个组件即可利用自诱导物。他们需要一种产生信号的方法和一种响应该信号的方法。这些细胞过程通常紧密协调并涉及基因表达的变化。自诱导物的产生通常随着细菌细胞密度的增加而增加。大多数信号在细胞内产生，随后在细胞外环境中分泌。自诱导物的检测通常涉及扩散回细胞并与特定受体结合。通常，在达到自诱导物的阈值浓度之前，不会发生自诱导剂与受体的结合。一旦发生这种情况，结合的受体会直接或间接地改变基因表达。一些受体本身就是转录因子，而另一些受体则将信号传递给下游转录因子。在许多情况下，自诱导物参与前向反馈回路，由此自诱导物的小初始浓度将相同化学信号的产生放大到更高水平。

## 分类

### 酰化高丝氨酸内酯（AHL）
酰化高丝氨酸内酯（AHL）主要由革兰氏阴性菌产生，是一类由高丝氨酸内酯环和酰基链组成的中性小脂质分子。不同种类的革兰氏阴性菌产生的AHL的酰基侧链的长度和组成各不相同，通常含有4至18个碳原子。AHL是由AHL合酶合成的。它们通过被动运输和主动运输机制扩散进出细胞。AHL的受体包括许多称为“R蛋白”的转录调节因子，它们作为DNA结合转录因子或传感器激酶发挥作用。

### 肽
参与群体感应的革兰氏阳性细菌通常使用分泌的寡肽作为自身诱导剂。肽自诱导物通常由较大前体分子的后翻译修饰产生。在许多革兰氏阳性细菌中，肽的分泌需要专门的输出机制。例如，一些肽自诱导物由结合蛋白水解加工和细胞输出的ABC运输蛋白分泌。分泌后，肽自诱导物会在细胞外环境中积累。一旦达到信号的阈值水平，双组分调节系统的组氨酸传感器激酶蛋白就会检测到它，并将信号传递到细胞中。与AHL一样，信号最终会改变基因表达。然而，与某些AHL不同的是，大多数寡肽本身并不充当转录因子。

### 呋喃糖硼酸二酯
自由生活的具有生物发光的海洋细菌，哈维氏弧菌除了使用酰化高丝氨酸内酯外，还使用另一种信号分子。这种分子称为自诱导物-2（AI-2），是一种呋喃糖硼酸二酯。AI-2也由许多革兰氏阴性菌和革兰氏阳性菌产生和使用，被认为是两种主要类型的群体感应电路之间的进化联系。

## 在革兰氏阴性菌中
如前所述，革兰氏阴性菌主要使用AHL作为自诱导分子。革兰氏阴性菌中的最小的群体感应回路由一种合成AHL的蛋白质和另一种检测它并导致基因表达变化的其他白质组成。首先在费氏弧菌中发现，这两种这样的蛋白质分别是LuxI和LuxR。其他革兰氏阴性菌使用LuxI样和LuxR样蛋白质（同系物），表明高度的进化保守序列。然而，在革兰氏阴性菌中，LuxI或LuxI型回路已在不同物种中进行了修改。这些修改反映了细菌适应生长和响应特定生态位环境。

### 费氏弧菌：生物发光
在生态学上，已知费氏弧菌与许多真核宿主有共生关系，包括夏威夷短尾鱿鱼。在这种关系中，鱿鱼宿主将细菌维持在专门的光器官中。宿主为细菌提供了一个安全且营养丰富的环境，反之，细菌提供了光。虽然生物发光可用于交配和其他目的，但夏威夷短尾鱿鱼用于消光剪影以避免被捕食。
费氏弧菌使用的自诱导分子是N-(3-氧代己酰基)-高丝氨酸内酯。该分子由LuxI合酶在细胞质中产生，并通过细胞膜分泌到细胞外环境中。与大多数自诱导物一样，N-(3-氧代己酰基)-高丝氨酸内酯的环境浓度与每个细胞内的细胞内浓度相同。N-(3-氧代己酰基)-高丝氨酸内酯一旦达到阈值浓度（~10μg/ml），就会扩散回细胞中，并被LuxR识别。LuxR结合自诱导物并直接激活luxICDABE操纵子的转录。这会导致自诱导物的产生和生物发光都呈指数增长。被自体诱导物结合的LuxR也抑制 luxR的表达，这被认为提供了一种负反馈补偿机制来严格控制生物发光基因的水平。

### 绿脓杆菌：毒力和抗生素生产
绿脓杆菌是一种与囊肿性纤维化相关的机会性人类病原体。在绿脓杆菌感染中，群体感应对于生物膜的形成和致病性至关重要。绿脓杆菌包含两对LuxI/LuxR同源物，LasI/LasR和RhlI，RhlR。LasI和RhlI是合成酶，分别催化N-(3-氧代十二烷酰基)-高丝氨酸内酯和N-(丁酰基)-高丝氨酸内酯的合成。LasI/LasR和RhlI/RhlR 回路协同作用以调节许多毒力基因的表达。在阈值浓度下，LasR与N-(3-氧代十二烷酰基)-高丝氨酸内酯结合。这种结合的复合物共同促进了导致感染过程早期阶段的毒力因子的表达。
LasR与其自身诱导物结合，也激活了绿脓杆菌中RhlI/RhlR系统的表达。这导致RhlR的表达，然后结合其自身诱导物N-(丁酰基)-高丝氨酸内酯。接着，与自身诱导物结合的RhlR会激活与感染后期有关的第二类基因，包括生产抗生素所需的基因。绿脓杆菌所产生的抗生素是用于预防其他细菌种类的机会性感染。N-(3-氧代十二烷酰基)-高丝氨酸内酯可防止N-(丁酰基)-高丝氨酸内酯与其同源调节物RhlR之间的结合。普遍认为这种控制机制允许绿脓杆菌以适当的顺序启动群体感应级联，从而进行适当的感染周期。

### 其他革兰氏阴性自诱导物
- 绿脓杆菌还使用2-庚基-3-羟基-4-喹诺酮（PQS）进行群体感应。[28]该分子值得关注，因为它不属于高丝氨酸内酯类自诱导物。PQS被认为在涉及毒力和感染的Las和Rhl回路之间提供了额外的调节联系。
- 根癌农杆菌是一种植物病原体，可在易受感染宿主上诱发肿瘤。根癌农杆菌感染涉及将致癌质粒从细菌转移到宿主细胞核，而群体感应控制质粒在细菌之间的结合转移。[29]另一方面，接合需要HSL自诱导物N-(3-氧代辛酰基)-高丝氨酸内酯。[30]
- 胡萝卜软腐欧文氏菌是另一种引起软腐病的植物病原体。这些细菌分泌纤维素酶和果胶酶，它们是降解植物细胞壁的酶。[31]ExpI/ExpR是胡萝卜软腐欧文氏菌中的LuxI/LuxR同源物，普遍认为仅当达到足够高的局部细胞密度时才控制这些酶的分泌。在胡萝卜软腐欧文氏菌中参与群体感应的自诱导物是N-(3-氧代己酰基)-L-高丝氨酸内酯。[32]

## 在革兰氏阳性菌中
革兰氏阴性菌主要使用酰化高丝氨酸内酯，而革兰氏阳性菌通常使用寡肽作为群体感应的自诱导物。这些分子通常被合成为较大的多肽，这些多肽在翻译后被切割以产生“加工过的”肽。与可以自由扩散穿过细胞膜的AHL不同，肽自诱导剂通常需要专门的转运机制（通常是ABC运输蛋白）。此外，它们不会自由地扩散回细胞中，因此使用它们的细菌必须具有在细胞外环境中检测它们的机制。大多数革兰氏阳性细菌在群体感应中使用双组分信号机制。分泌的肽自诱导物作为细胞密度的功能而积累。一旦自诱导物达到定额水平，它与细胞膜上的传感器激酶的相互作用就会引发一系列磷酸化事件，最终导致细胞内调节蛋白的磷酸化。该调节蛋白随后充当转录因子并改变基因表达。与革兰氏阴性菌类似，革兰氏阳性菌的自诱导和群体感应系统是保守的，但同样的，个别物种有为在独特的生态环境中生存和交流而量身定制的特定方面。

### 肺炎链球菌：活化
肺炎链球菌是人类致病菌，其基因转化过程在1930年首次被描述。为了让细菌从周围环境中吸收外源DNA，它必须具活化能力。在肺炎链球菌中，必须发生许多复杂事件才能达到活化的状态，但人们认为群体感应在此过程扮演重要角色。感受态刺激肽（CSP）是活化和随后的基因转化所需的17-氨基酸肽自诱导物。CSP由41-氨基酸前体肽（ComC）的蛋白水解切割产生；由ABC运输蛋白（ComAB）分泌；一旦达到阈值浓度，就会被传感器激酶蛋白（ComD）检测到。检测之后是 ComD的自磷酸化，进而磷酸化ComE。ComE是一种响应调节剂，负责激活comX的转录，而comX的产物是激活参与活化发展的许多其他基因的转录所必需的。

### 枯草杆菌：活化和孢子形成
枯草杆菌是一种土壤微生物，它使用群体感应来调节两种不同的生物过程：活化和孢子形成。在枯草杆菌处于高细胞密度的静止生长期，群体中大约10%的细胞被诱导变得活化。普遍认为该亚群变得活化吸收可能用于修复受损（突变）染色体的DNA。ComX（也称为活化因子）是由55-氨基酸肽前体加工而成的10-氨基酸肽。像大多数自体诱导物一样，ComX作为细胞密度的功能被分泌和积累。一旦达到阈值细胞外水平，ComX就会被双组分ComP/ComA传感器激酶或响应调节器对检测到。ComA的磷酸化激活了comS基因的表达，而ComS抑制了ComK的降解，最后ComK激活了活化所需的许多基因的表达。
孢子形成是枯草杆菌对特定环境中营养物质消耗的生理反应。它也受细胞外信号的调节。当枯草杆菌种群感知到条件减弱时，它们会通过不对称的细胞分裂做出反应。这最终会产生适合在不利条件下传播和生存的孢子。枯草杆菌中的孢子形成由CSF（孢子形成因子）介导，CSF是一种从前体肽PhrC上切割下来的五肽。CSF被分泌到细胞外环境中，并通过ABC运输蛋白Opp被带回细胞中，并在细胞内发挥作用。虽然CSF的低内部浓度有助于活化，但高浓度会诱导孢子形成。CSF抑制磷酸酶RabB，并增加了Spo0A的活性，有利于从活化到孢子形成途径的转换。